# Abbaye de Vyšší Brod
L'abbaye de Vyšší Brod (en tchèque : Vyšebrodský klášter - en allemand : Abtei Hohenfurth) est une abbaye cistercienne de styles gothique et baroque, fondée en 1259 à Vyšší Brod, en Bohême-du-Sud, dans le sud de la République tchèque.

## Histoire

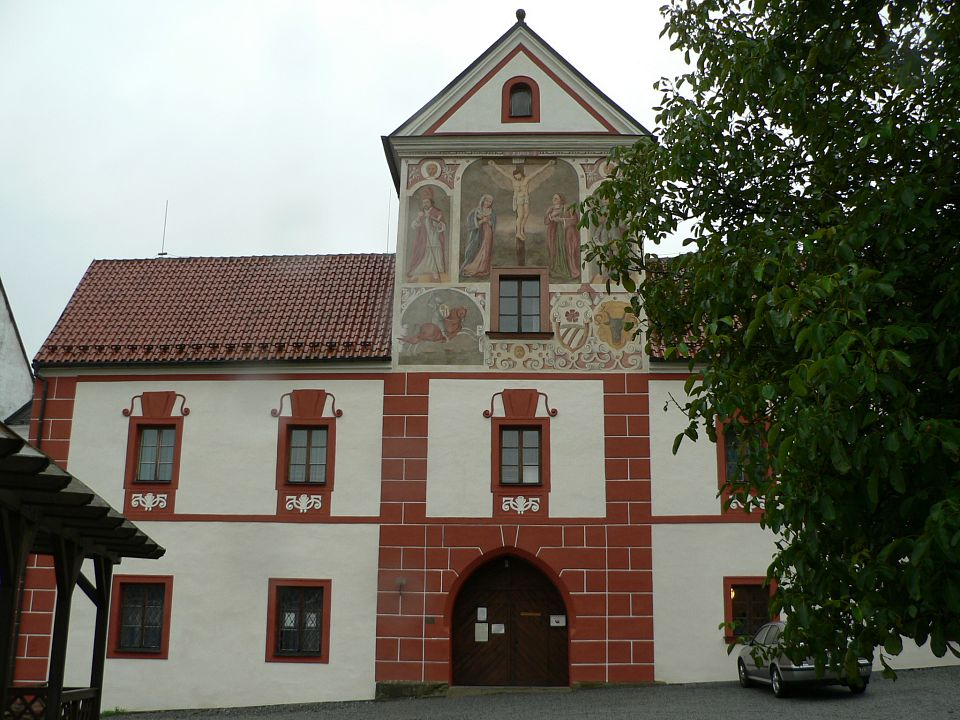
Bâtiments de l'abbaye.

L'homme à l'origine de la fondation de l'abbaye de Vyšší Brod est un seigneur laïc, Pierre Vok de Rosenberg, désireux d'établir un centre culturel et spirituel dans ses terres, de s'assurer les prières d'une communauté religieuse, et de fonder un lieu de sépulture pour sa lignée. Son choix de moines cisterciens pour cette nouvelle fondation fut vraisemblablement dicté par sa femme Hedwige de Schaumburg, originaire d'une région où ils étaient nombreux et fort appréciés de la population. En 1258, Wok von Rosenberg demande au chapitre général cistercien la fondation d'une abbaye sur ses terres par l'intermédiaire de l'abbé de l'abbaye de Wilhering. La permission de fonder obtenue, ce sont des moines de cette même abbaye de Wilhering qui s'établirent en 1259 dans un lieu désert et boisé au bord de la Vltava, lieu qui deviendra plus tardivement de par l'attraction de l'abbaye la ville de Vyšší Brod. Les premières constructions furent réalisées rapidement: l'année 1259 n'était pas encore terminée que déjà l'évêque de Prague Jean III consacre la première église abbatiale. L'histoire de cette fondation donna lieu à des légendes, dont l'une, rapportée par Bohuslav Balbín, mentionne que Pierre Wok von Rosenberg manqua de se noyer dans la Vltava à cet endroit, et qu'attribuant son salut à une intervention divine, il fit le vœu d'y établir une église.

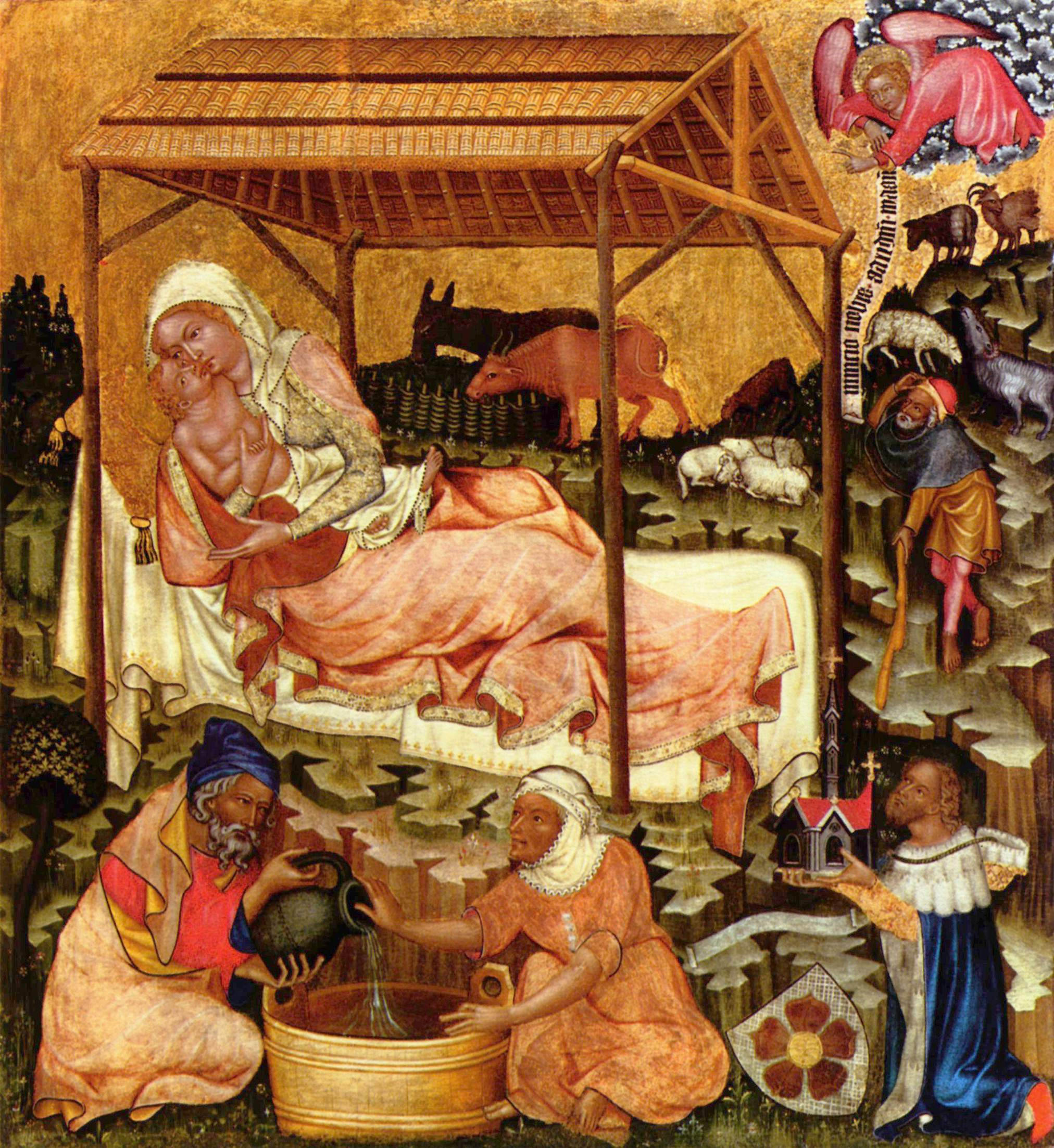
Scène de la Nativité du retable de Vyšší Brod.

En 1264, le roi Ottokar II de Bohême confirme les privilèges de l'abbaye par un décret royal. L'abbatiale actuelle est édifiée entre 1265 et 1270. Pour subvenir à ses besoins et assumer la charge de la charité envers les plus pauvres, l'abbaye s'affirme tout au long du Moyen Âge comme un propriétaire terrien majeur dans les régions environnantes, grâce aux liens forts toujours maintenus avec la famille des Rosenberg. Les activités artistiques sont également très développées, nombre de peintures originaires de l'abbaye de Vyšší Brod et datant des XIVe et XVe siècles existant encore aujourd'hui tel que le retable de Hohenfurth. Il semble que tout au long de son histoire, la communauté monastique soit restée stable en nombre, comptant environ 25 moines.
L'abbaye souffre de la guerre de Trente Ans, qui n'empêche cependant pas les moines de redécorer leur abbaye dans un style baroque exubérant entre 1620 et 1631, et de mettre en application les principes de réforme de la vie religieuse de la contre-réforme catholique issue du Concile de Trente. Entre 1753 et 1755, la célèbre bibliothèque du monastère, toujours existante de nos jours, est constituée par l'abbé Quirin Mickl. À la fin du XVIIIe siècle, les effets du Joséphisme, visant à la confiscation du patrimoine religieux et à la suppression de la vie contemplative jugée inutile, se font sentir à Vyšší Brod comme partout ailleurs dans l'empire d'Autriche: en 1786 l'abbé Hermann Kuntz est démis de ses fonctions, et l'abbaye interdite de recevoir des novices, ses biens mis sous séquestre. Cependant en 1790 toutes ces mesures sont révoquées à la mort de l'empereur Joseph II.

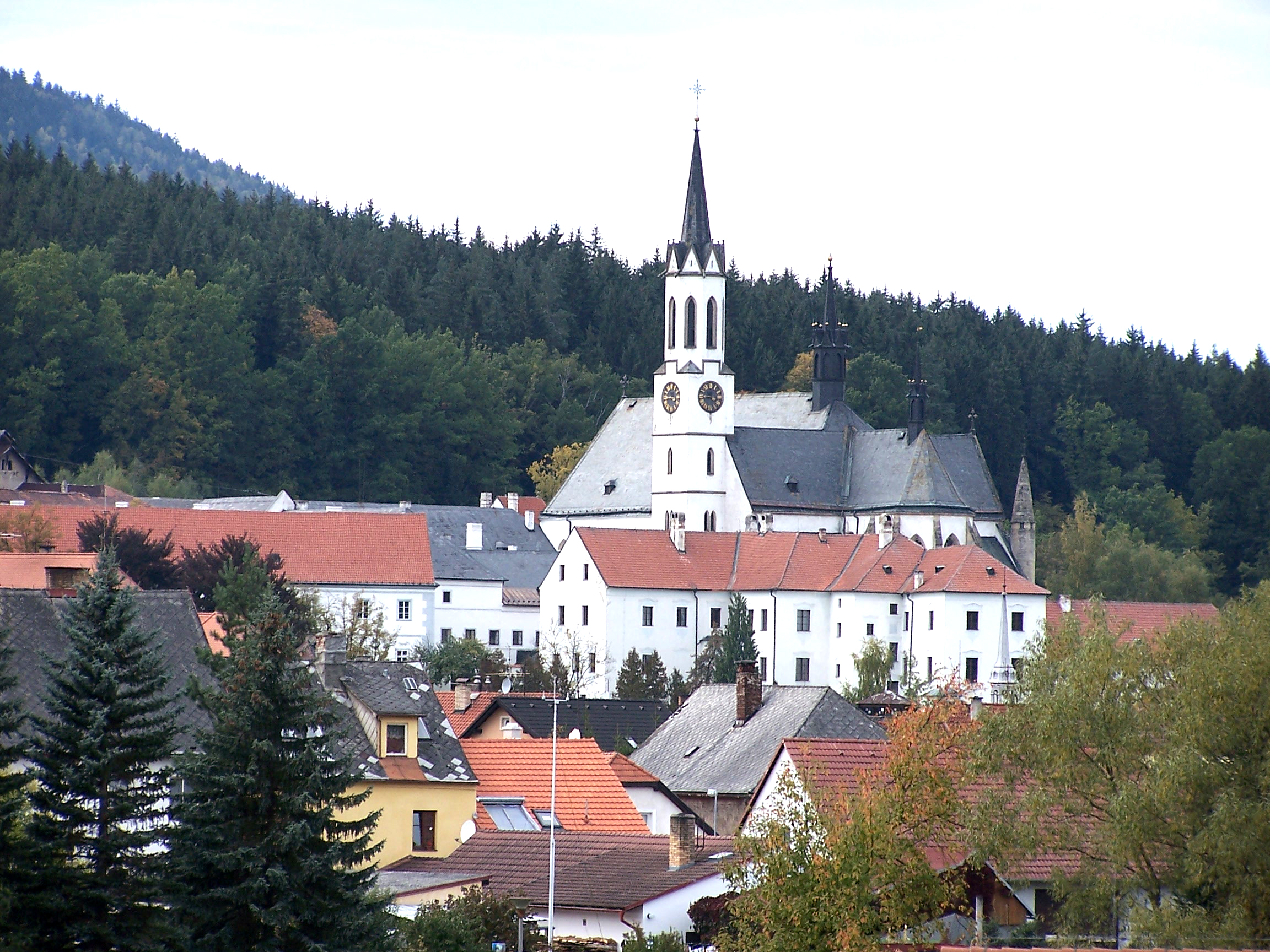
L'abbaye vue depuis le centre ville.

Le XIXe siècle est une période de renouveau sous l'abbatiat de Leopold Wackarž, également abbé général de l'ordre, malgré la triste scission de l'ordre cistercien des trappistes en 1892.
Le XXe siècle, avec l'indépendance de la Tchécoslovaquie, annonce de nouvelles épreuves pour l'abbaye. Celle-ci est quasiment ruinée par l'effort de guerre et la perte de ses terres agricoles, et les nouvelles autorités regardent les congrégations catholiques avec méfiance. C'est pour concilier celles-ci qu'une congrégation cistercienne tchèque est séparée de celle d'Autriche en 1923 et nommée congrégation du très pur Cœur de Marie. Malgré un manque certain de nouvelles vocations, les moines créent en 1924 un collège privé. Mais rapidement l'abbaye va se trouver plongée dans la tourmente des évènements menant à la Seconde Guerre mondiale. Le président tchécoslovaque Edvard Beneš visite Vyšší Brod en 1937, mais en 1938 aux termes des accords de Munich, les Sudètes, dont Vyšší Brod (en allemand Hohenfurth) fait partie, sont occupées par l'Allemagne. En 1941, l'abbaye est dissoute sur ordre des autorités occupantes, les moines les plus jeunes conscrits sur le Front de l'Est et les plus âgés devant trouver refuge dans les paroisses environnantes. La vie religieuse est brièvement rétablie à l'abbaye entre 1946 et 1949, mais seulement avec les religieux de langue tchèque survivants, les religieux de langue allemande ayant été expulsés du pays. En 1950, les autorités communistes tchécoslovaques exproprient les derniers moines restant, ceux qui le peuvent quittent alors le pays pour rejoindre les abbayes de Rein et de Thyrnau, respectivement en Styrie et en Bavière.
Après la révolution de Velours, les lois antireligieuses sont supprimées, et le 17 janvier 1990 les ordres monastiques de nouveaux autorisés. En mars 1991, deux des six moines survivants reviennent à l'abbaye de Vyšší Brod. Dans les décennies qui suivent, l'abbaye est progressivement restaurée, et de jeunes moines accueillis et formés.

## L'abbaye aujourd'hui
L'abbaye de Vyšší Brod est désormais habitée par plus d'une dizaine de moines, qui outre le chant quotidien des offices monastiques animent un atelier de reliure et un musée ouvert au public. Leur vie liturgique se fait selon le rite tridentin.

## Galerie

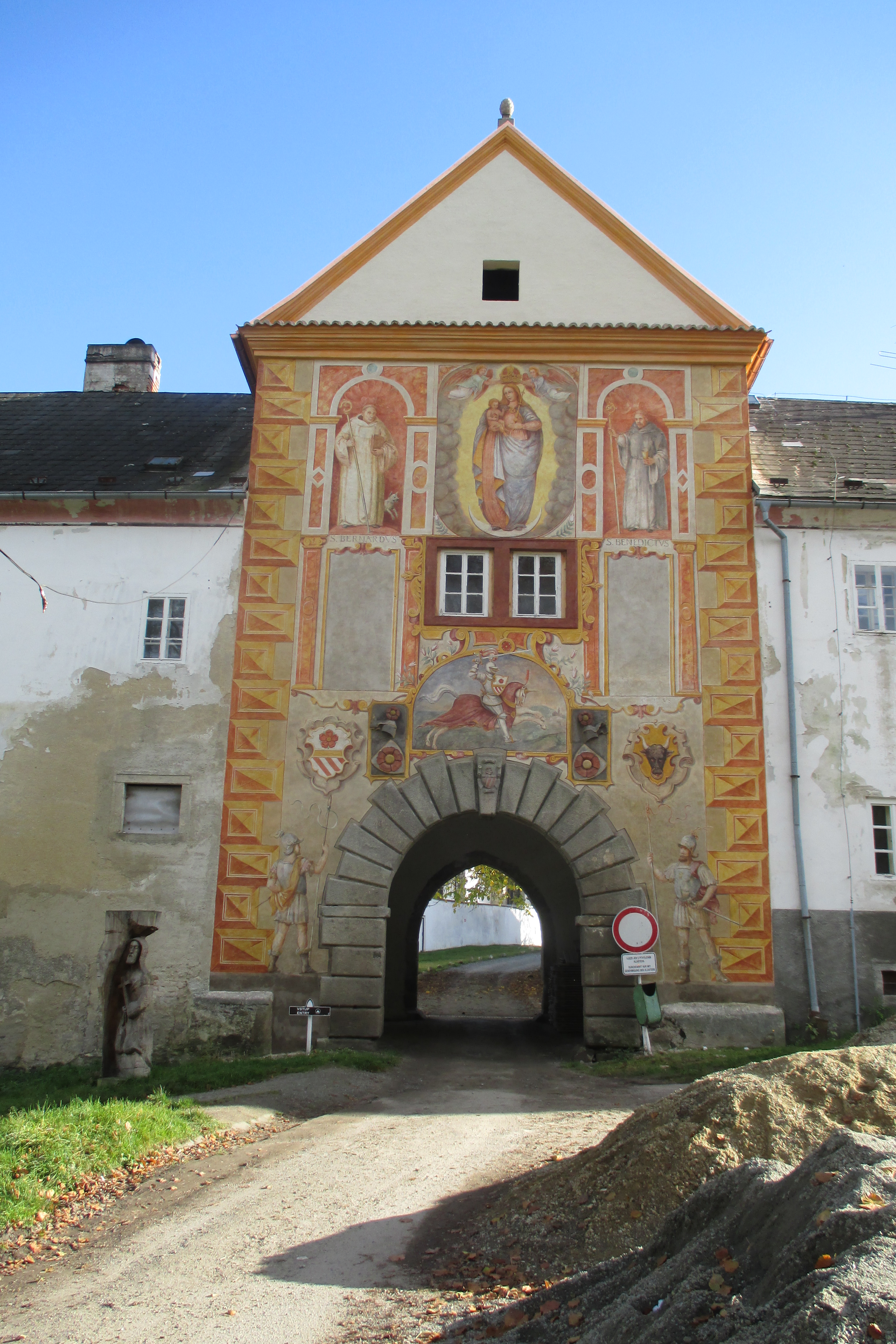
Porte de l'abbaye.
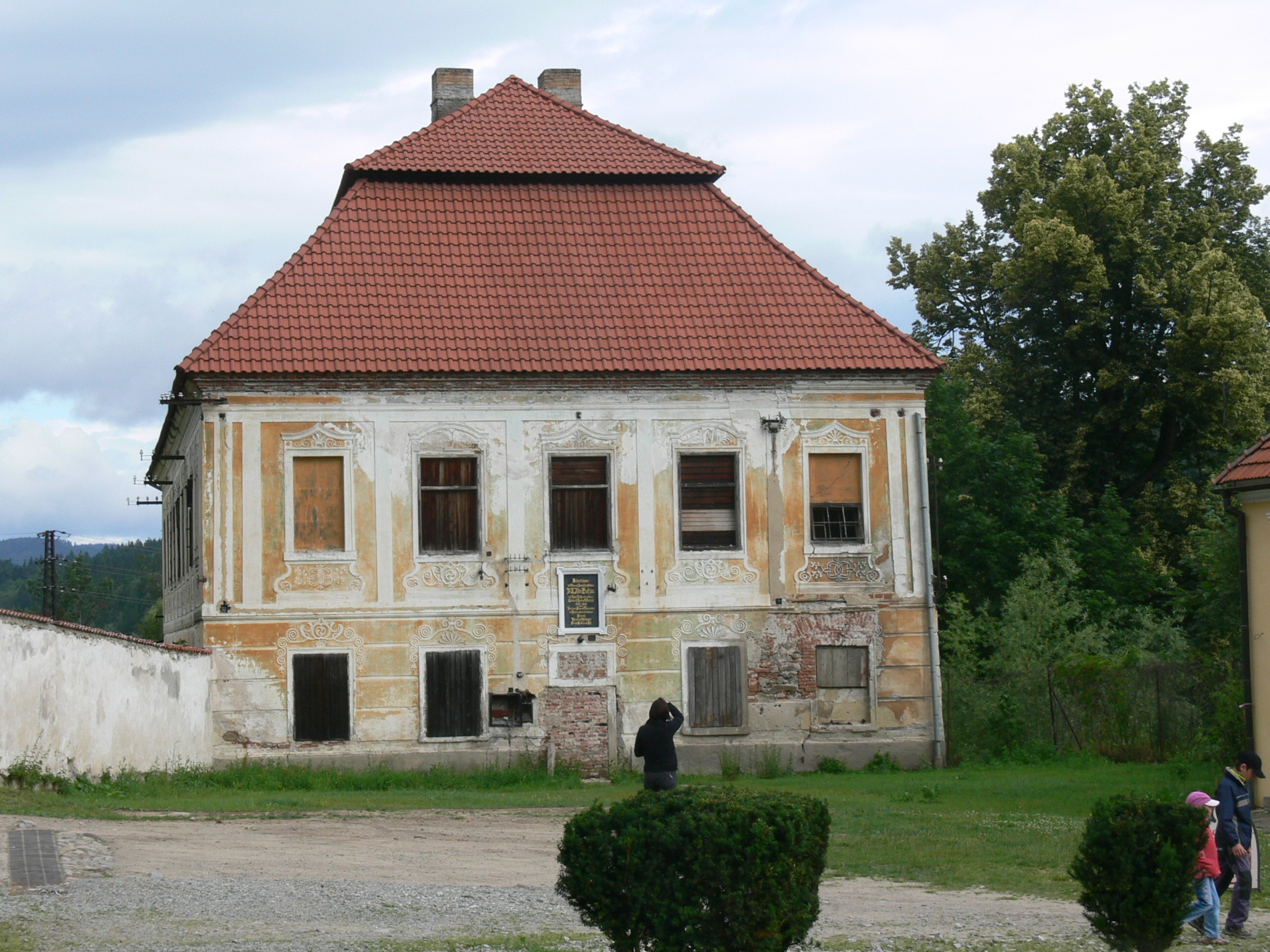
Ancienne résidence d'été de l'abbé.
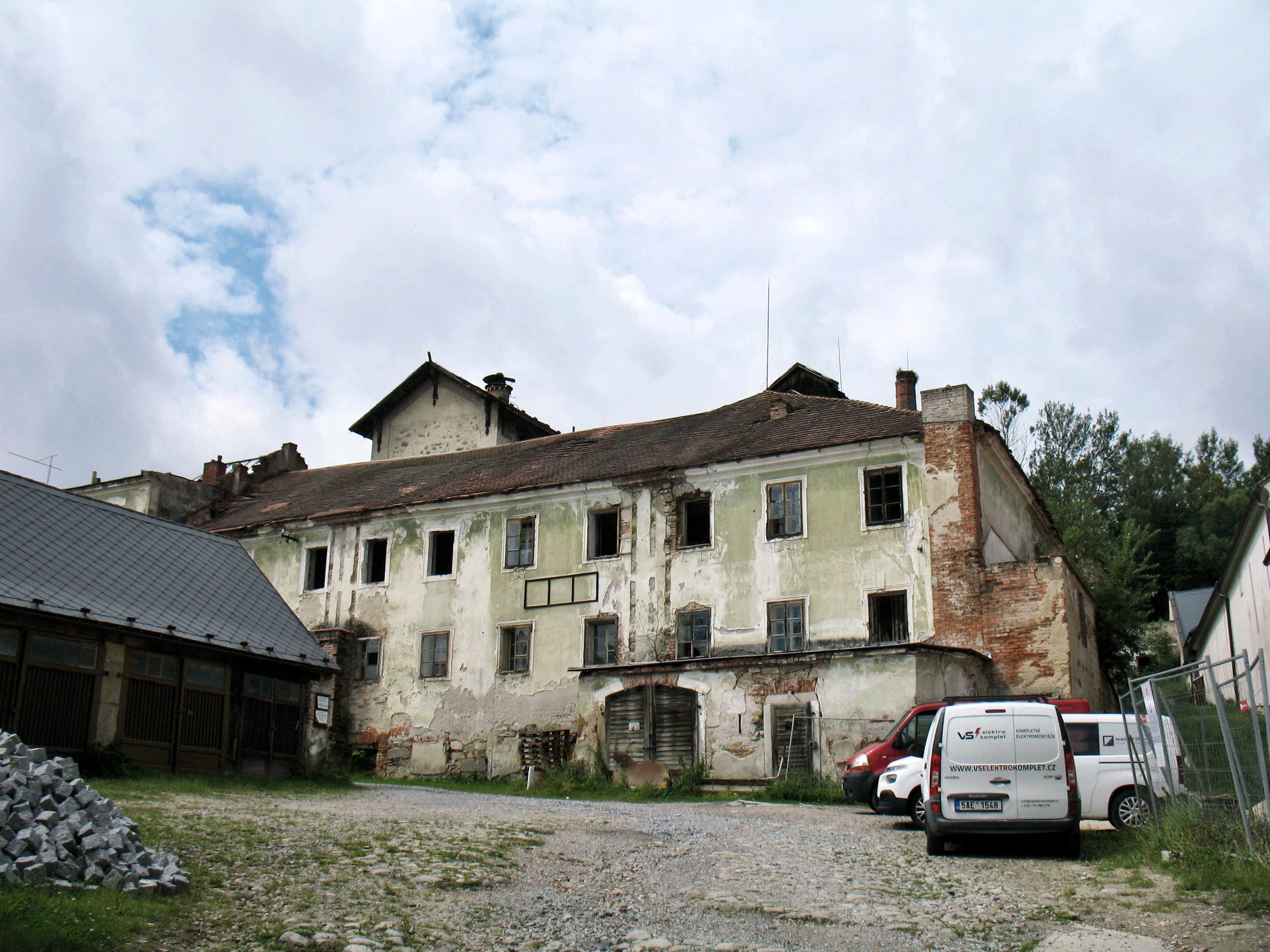
Ancienne brasserie du monastère
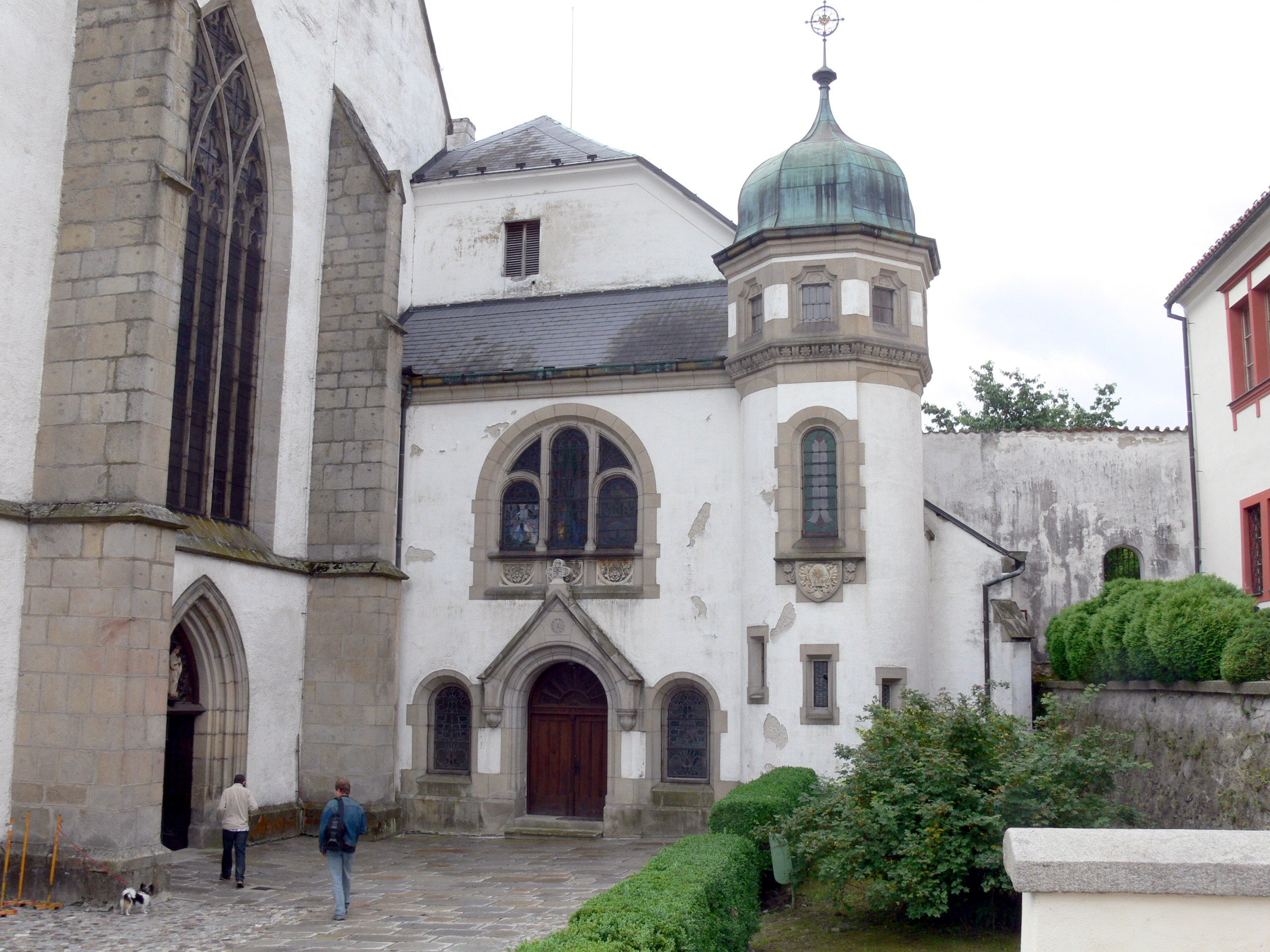
Portail de l'abbatiale et entrée du musée.
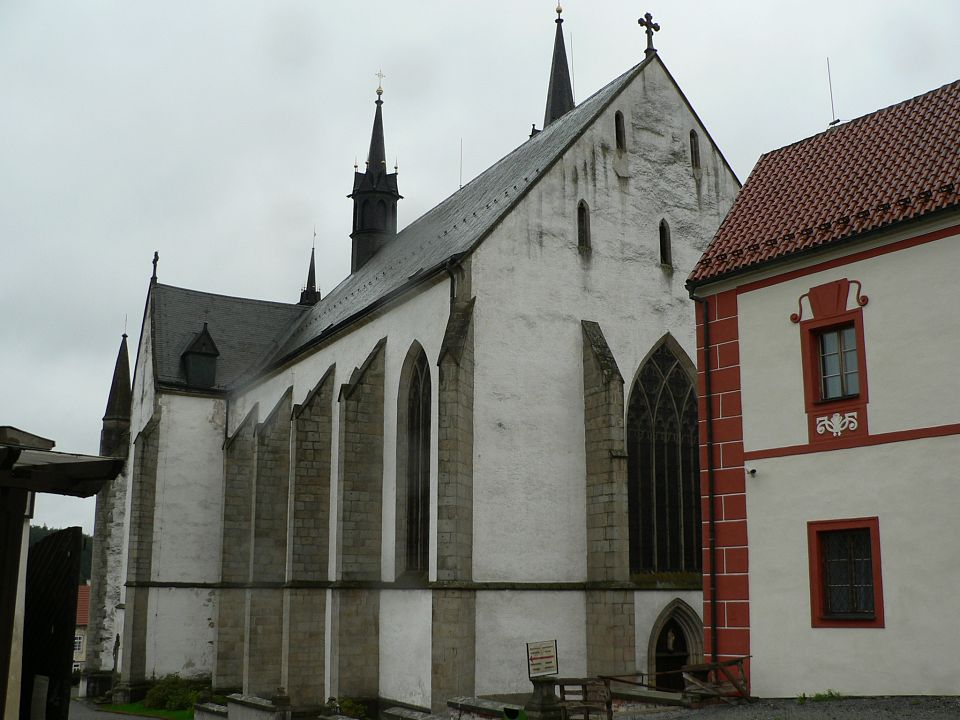
L'abbatiale vue depuis l'ouest.
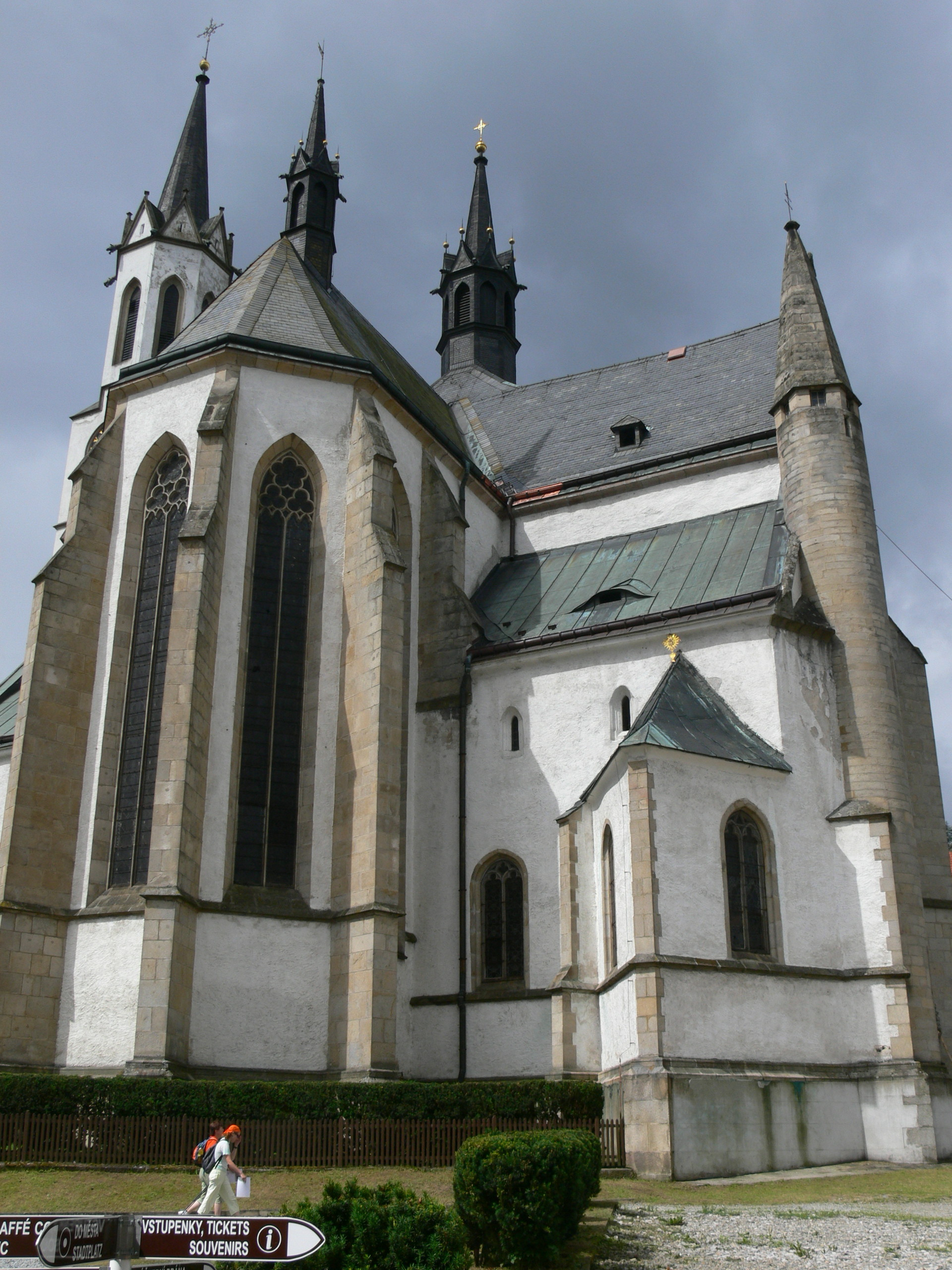
Le chevet de l'abbatiale.
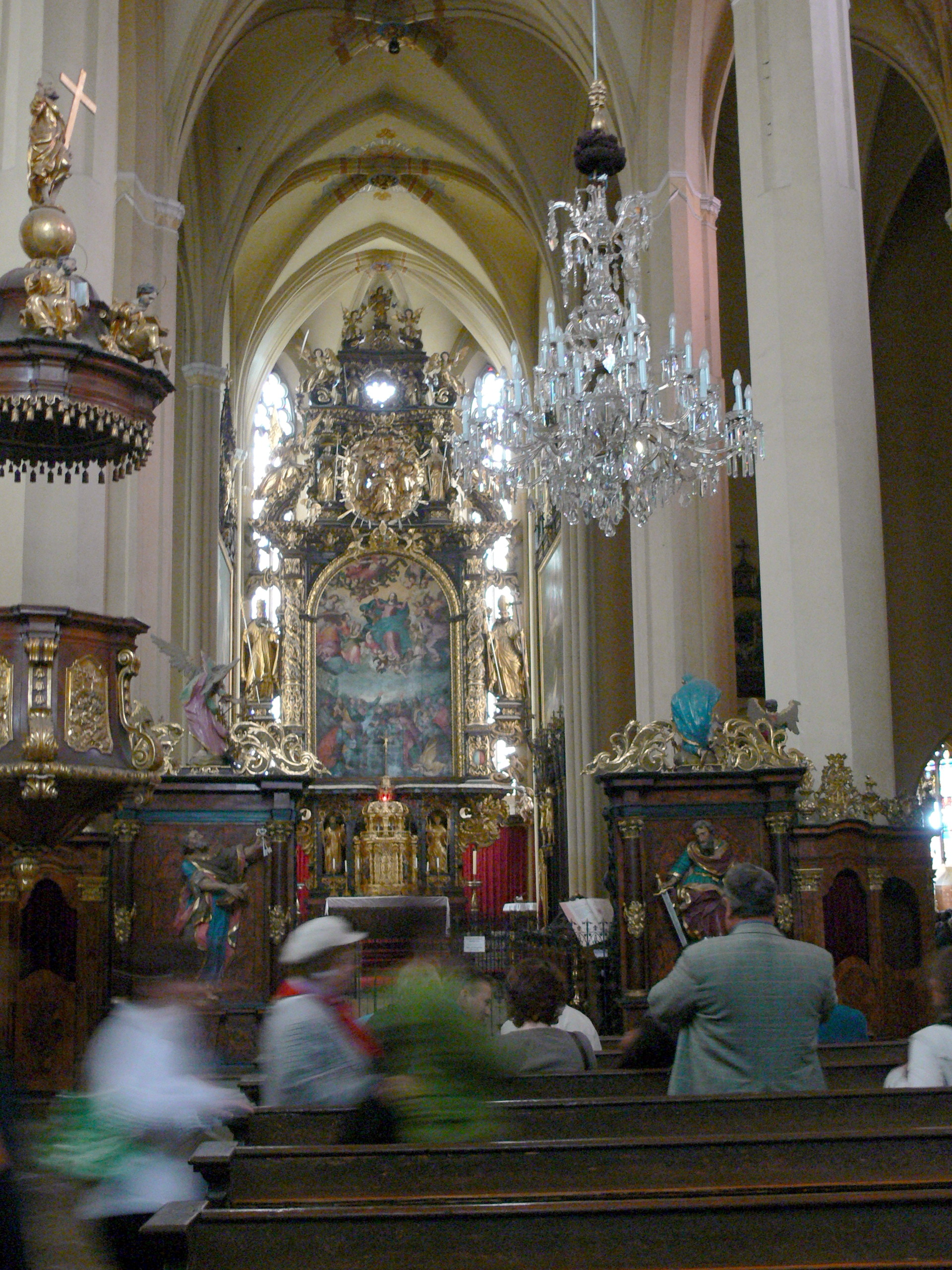
Intérieur baroque de l'abbatiale.
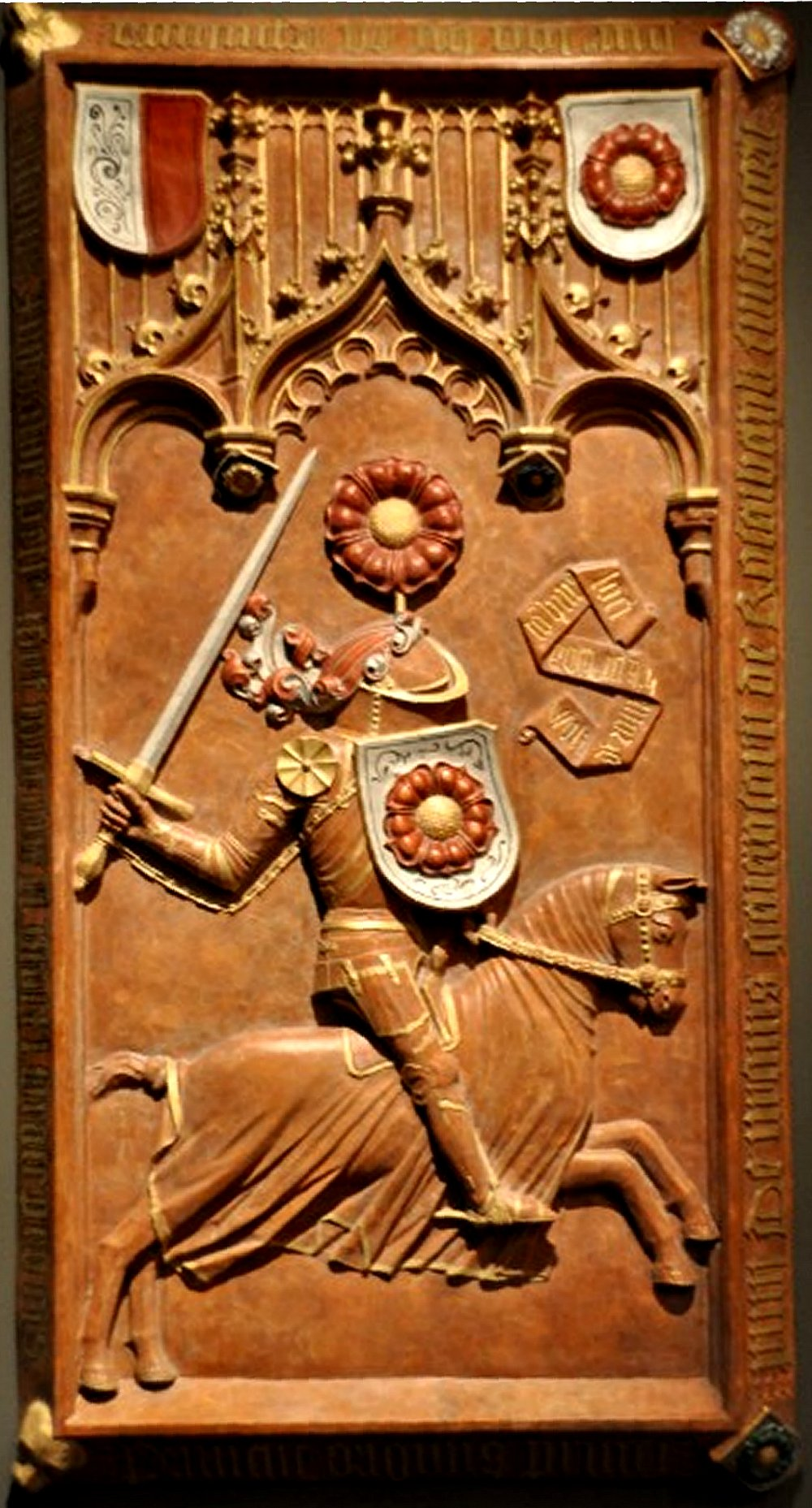
Tombeau d'un membre de la famille Rosenberg dans l'abbatiale.
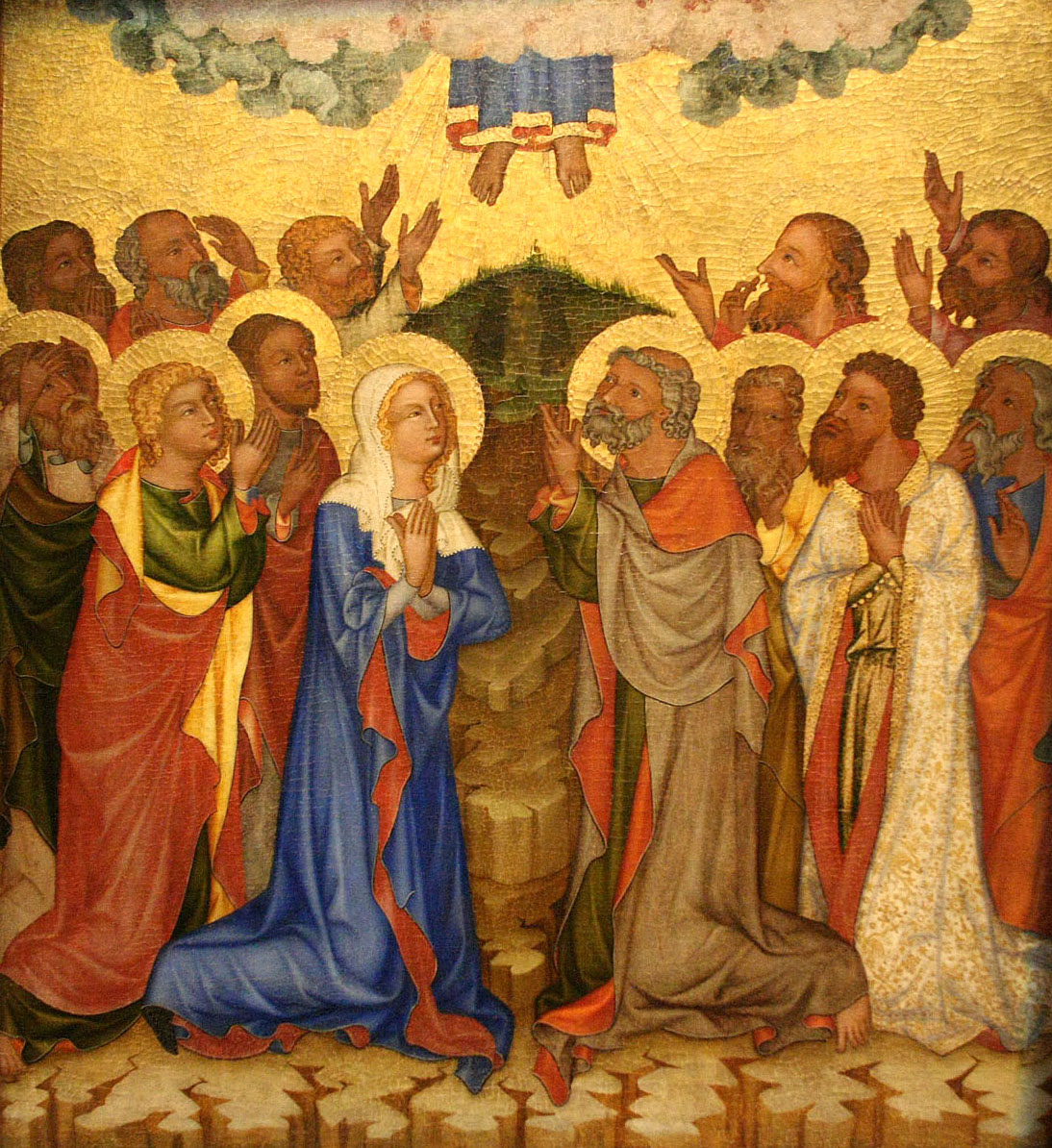
Scène de l'Ascension du retable de Vyšší Brod.
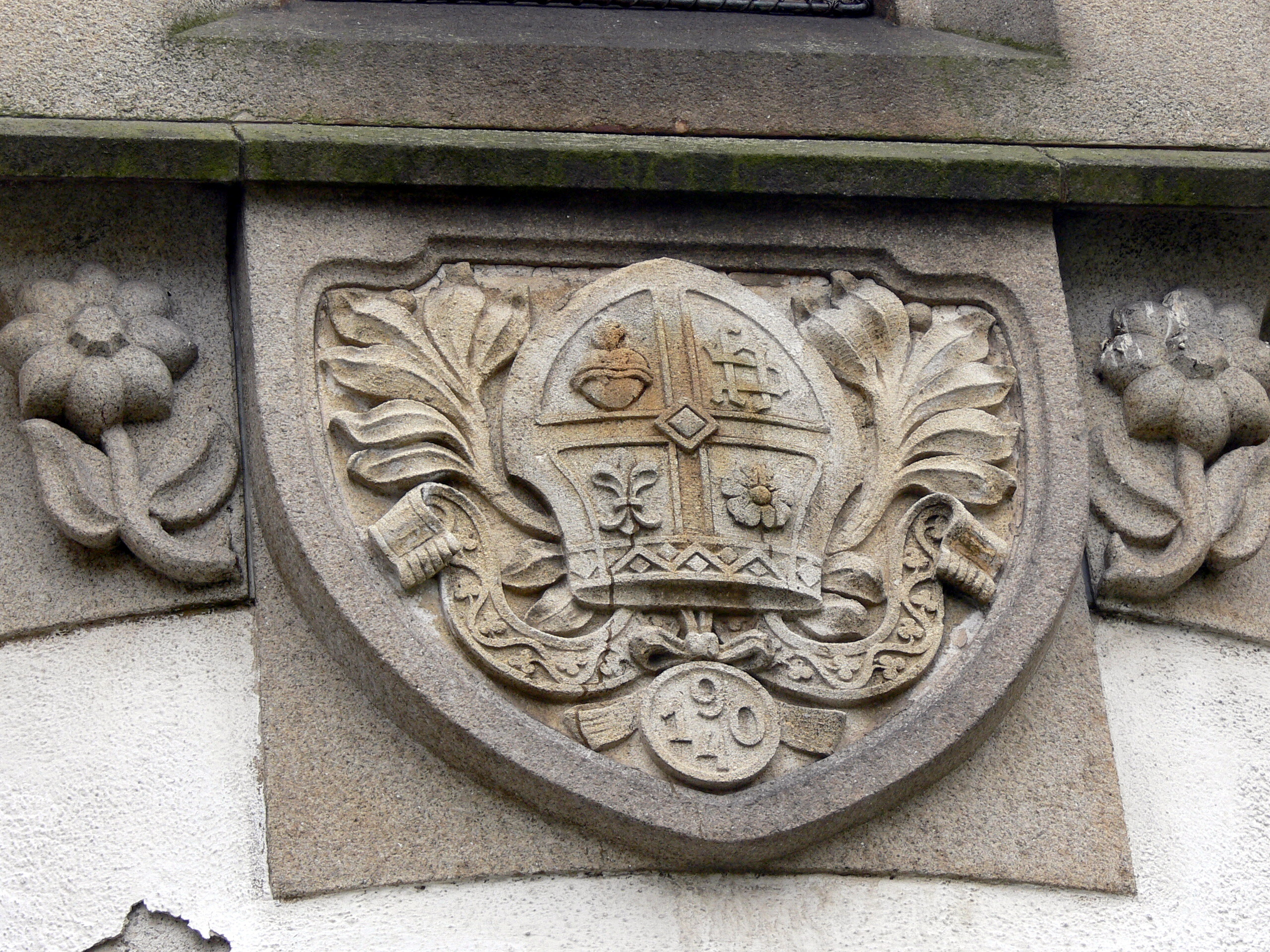
Armes de l'abbaye.
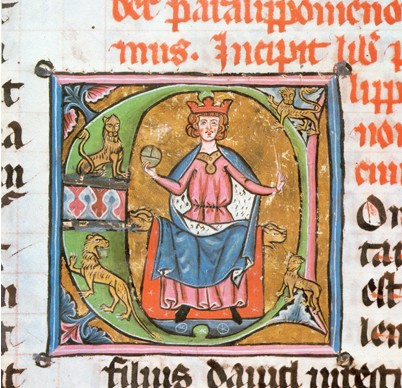
Enluminure d'une Bible peinte à l'abbaye au XIVe siècle.